# Шулики

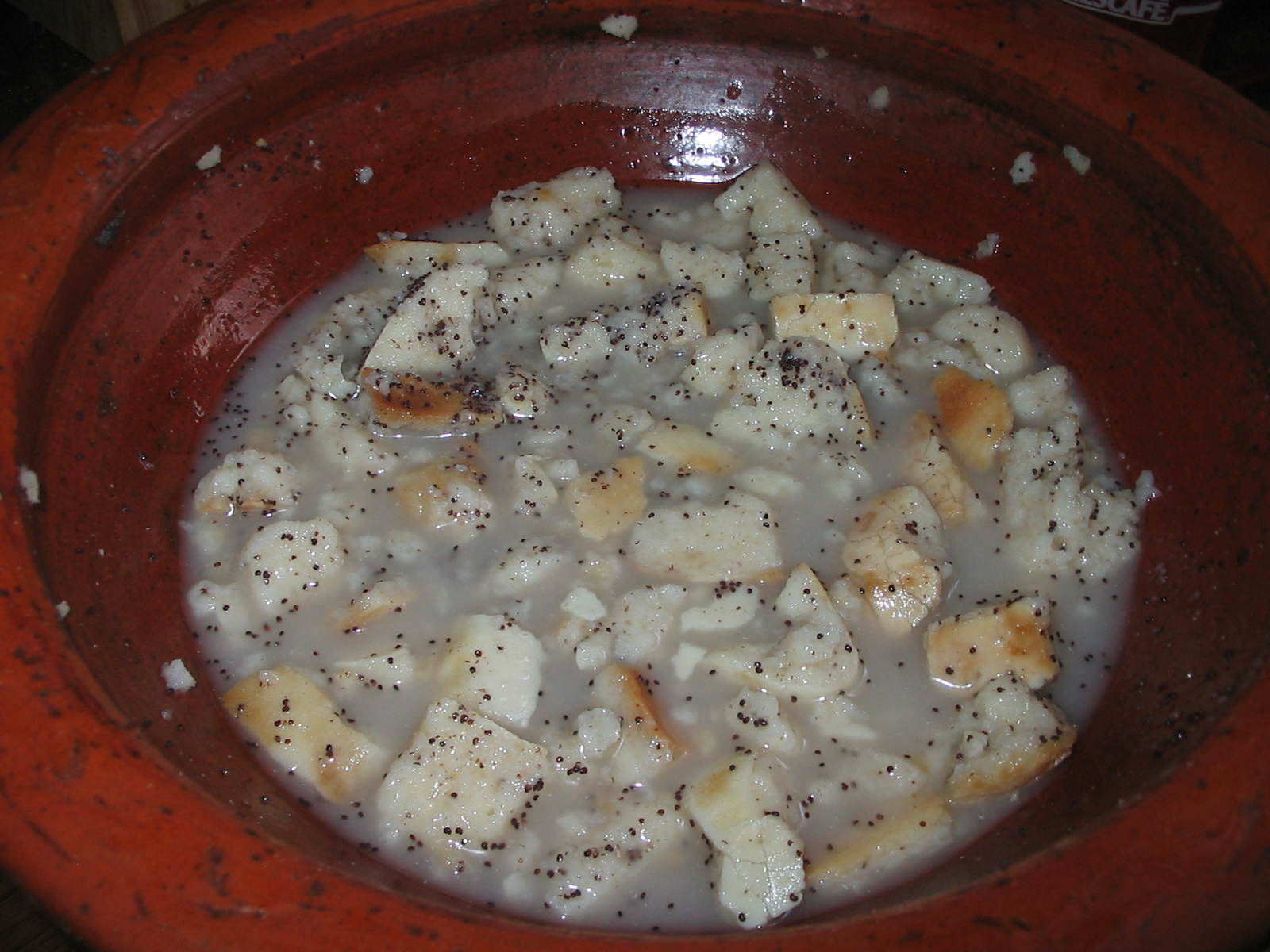
Шулики

Шулики́, шуляки також ламанці́ — традиційна страва української кухні під час Маковія або Спасу. Порізані на невеликі шматочки пшеничні коржі, залиті розведеним медом разом з тертим у макітрі маком.

## Опис
Добре збити ціле яйце і замісити на ньому з борошном тісто, доливаючи водою і посипаючи перемитим маком.
Розкачати тоненькі коржі і підпекти в духовці.
Тим часом розтирають в неполив'яній макітрі мак, досипаючи цукром і доливаючи потрошку водою, поки не візьметься молоком.
Тоді розводять холодною водою, можна з медом, заправляють цукром до смаку, ламають дрібно коржики й розмішують з перетертим маком. Пісне тісто для коржа замішується на самій воді.
Тісто на коржі робили пісним і прісним бо на Спасівку припадав двотижневий піст, у зв'язку з чим виникла й приказка: «Із води та муки пече баба шулики».

### В літературі
Про шулики у Котляревського в «Енеїді»:

| «Тут їли розниї потрави, І все з полив'яних мисок, І самі гарниї приправи З нових кленових тарілок: Свинячу голову до хріну І локшину на переміну, Потім з підлевою індик; На закуску куліш і кашу, Лемішку, зубці, путрю, квашу І з маком медовий шулик». |

## Галерея
- Олена Щербань розповідає про маковія і шулики

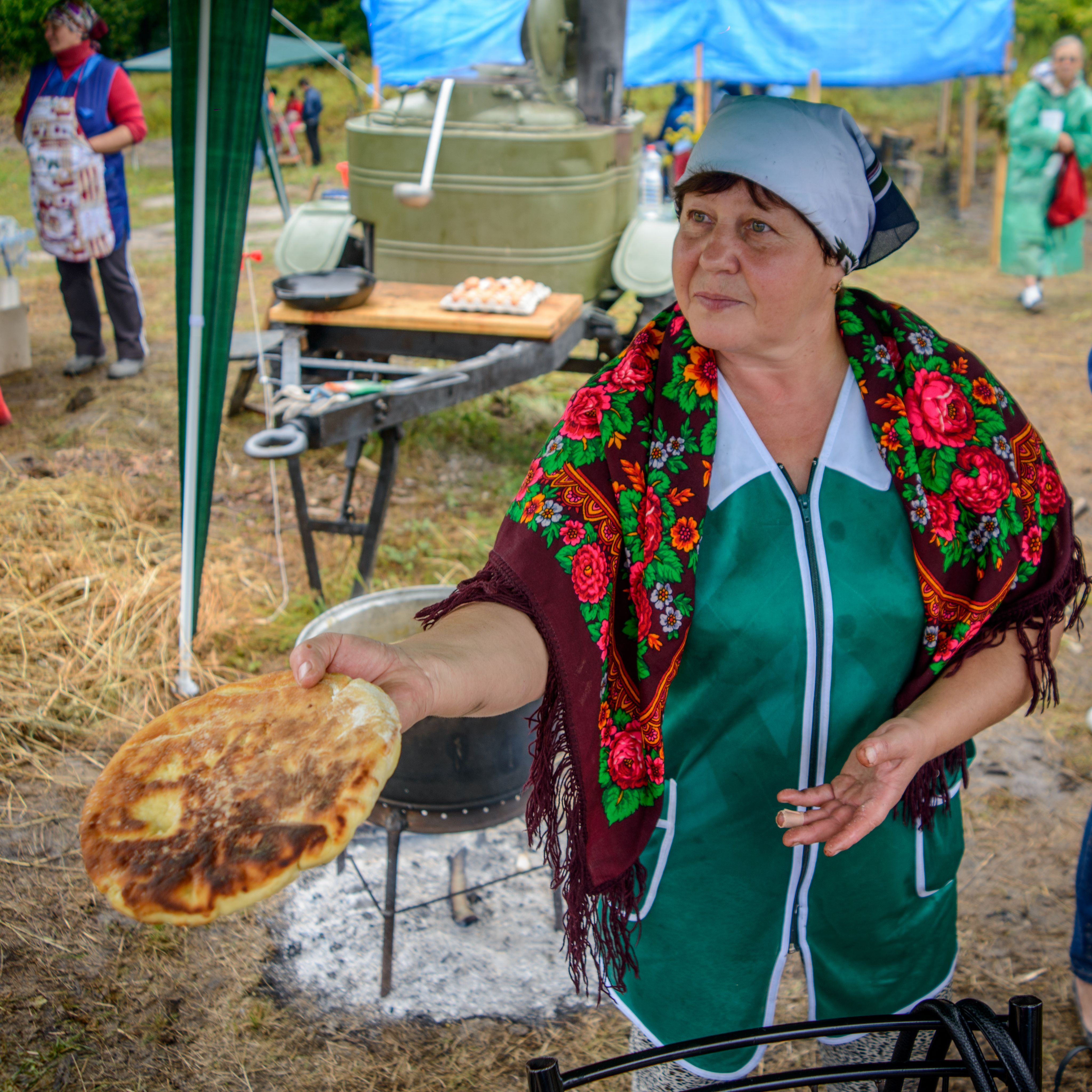
Корж для шуликів
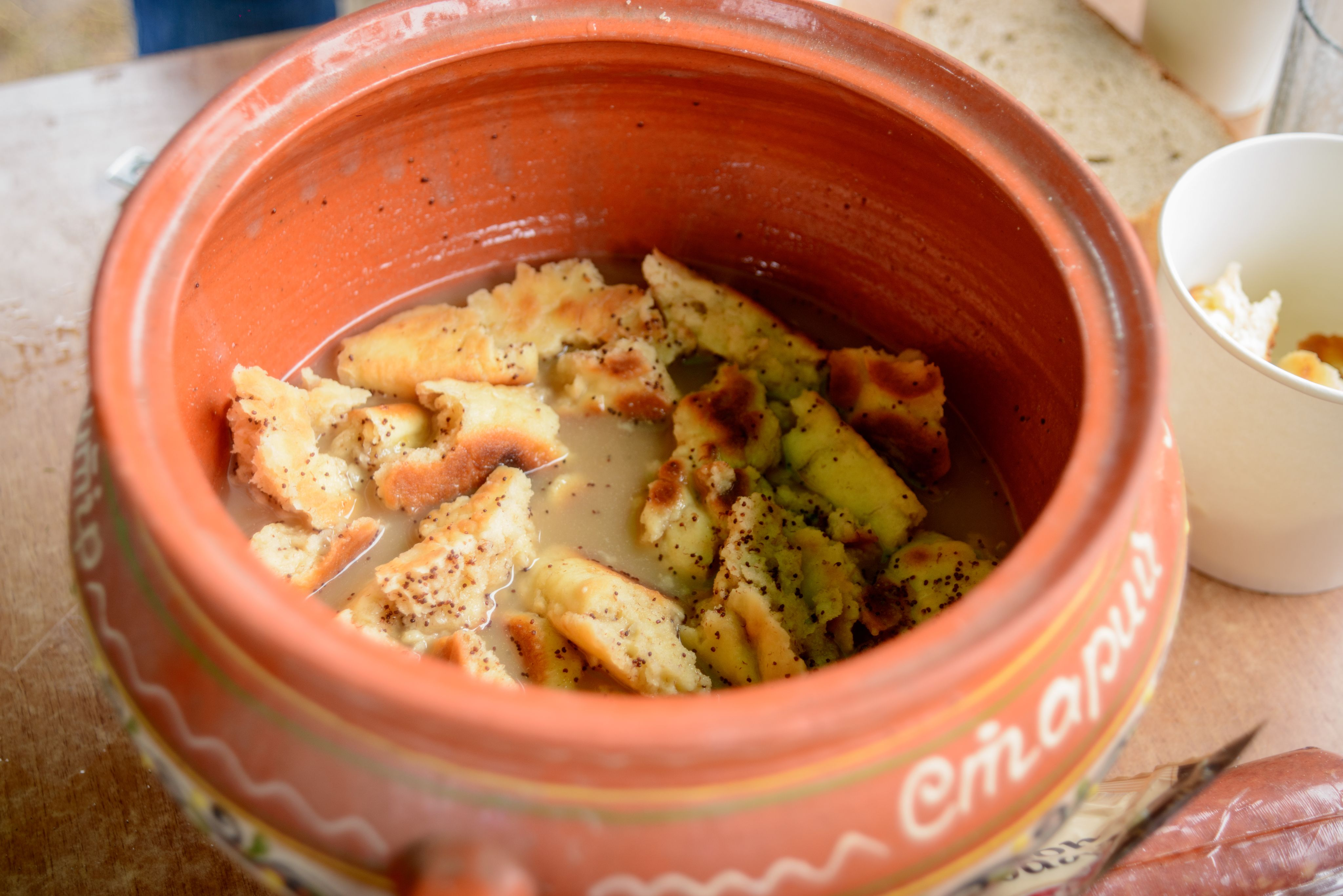
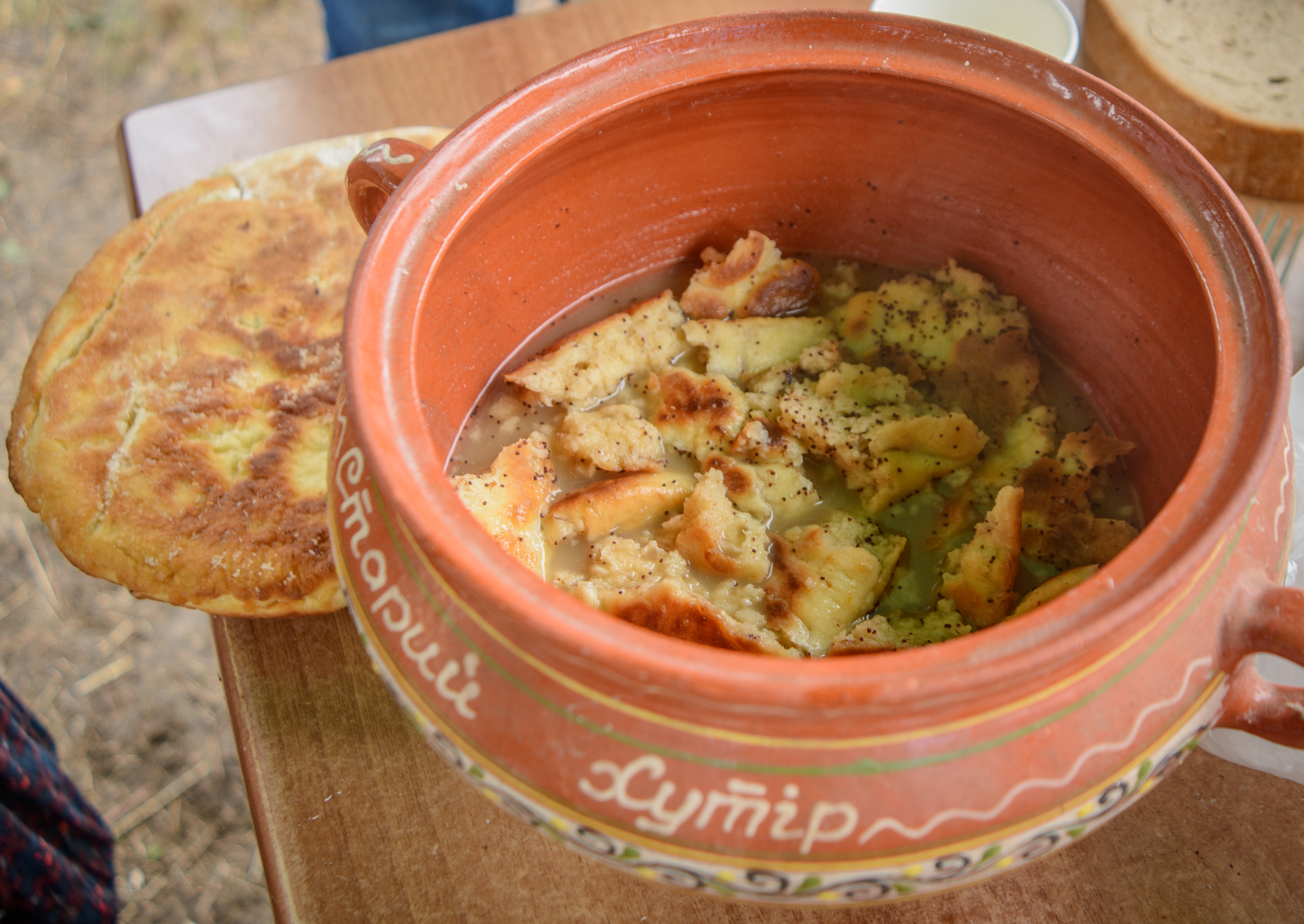

- Коржі для шуликів
- Коржі для шуликів